# Erich Kloss (Jurist)
Erich Kurt Kloss (* 1879 in Bernburg; † 1964 in Weimar) war ein deutscher Jurist und Verwaltungsbeamter.

## Leben
Kloss kam aus einer preußischen Beamtenfamilie. Sein Vater,  Ernst Kloss, war Lehrer am Gymnasium in Bernburg und seine Mutter war eine Rechtsanwaltstochter aus Breslau. Erich Kloss befasste sich nach der Schulzeit sowohl mit Wirtschaftsgeschichte und Rechtswissenschaften, als auch mit europäischen und orientalischen Sprachen. 1901 erfolgte eine Japanologische Diplomprüfung an der Humboldt-Universität in Berlin. Er legte 1900 ein Referendar- und 1906 sein Assessor-Examen als Jurist ab und ging für einige Zeit zu Studienaufenthalten nach England und Frankreich, bevor er als parteiloser Beamter in den preußischen Justizdienst eintrat. 1912 wurde er  Stadtrat in Köthen. Inzwischen hatte er geheiratet und war Vater einer Tochter.
Am Ersten Weltkrieg nahm er zunächst als Offizier und später als Hauptmann teil. Von Oktober 1918 bis September 1934 war er stellvertretender Bürgermeister von Weimar, wurde dann aber mit 56 Jahren zwangspensioniert, da er wahrscheinlich den Ariernachweis  nicht erbringen konnte und als parteiloser Beamter nicht linientreu genug war.
Von der amerikanischen Militärregierung wurde Kloss vom  15. April bis 1. Mai 1945 für 14 Tage als kommissarischer Oberbürgermeister von Weimar eingesetzt, dem die Verantwortung aufgebürdet wurde, die Weimarer Bürger zum KZ Buchenwald zu begleiten und mit den Amerikanern zusammenzuarbeiten.
Erich Kloss hat seine Memoiren über diese geschichtlich sehr schwer zu analysierende Zeit beim Stadtarchiv Weimar hinterlegt.
Nach dem Tod seiner Frau und seiner Tochter (1953) lebte Erich Kloss als Rentner und blieb kritischer Beobachter der sozialen Verhältnisse.

## Werke
- Die Arbeitsgenossenschaft als freie Sozialisierungsform Heymanns Verlag, Berlin 1920.
- Erich Kloss – Memoiren 1945 beim Stadtarchiv Weimar